# Lambert de Hondt de Jongere

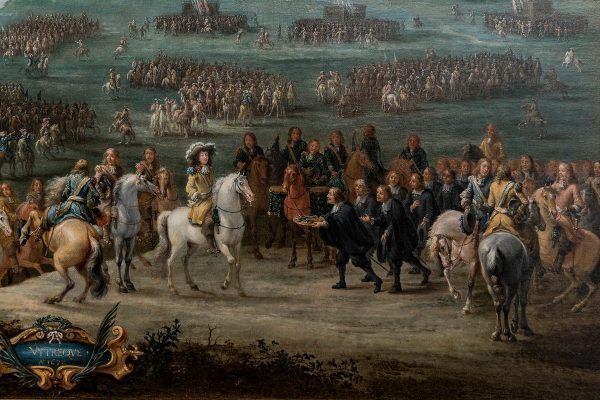
De overgave van de stad Utrecht aan Lodewijk XIV op 30 juni 1672, detail.

Lambert de Hondt de Jongere of Lambert de Hondt (II) (Mechelen, december 1642 - Brussel, 1709) was een Zuid-Nederlandse schilder en wandtapijtontwerper uit de Zuidelijke Nederlanden. Hij moet niet verward worden met zijn oudere naamgenoot, de Vlaamse schilder Lambert de Hondt de Oudere (Lambert de Hondt (I), circa 1620 - voor 1665). Lambert de Hondt de Jongere was de vader van de tekenaar Ignatius de Hondt (overleden in 1710) en de (decoratie)schilder en wandtapijtontwerper Philipp de Hondt (1683 - 1741), die hem mogelijk hielpen bij zijn werk. Hij was werkzaam in Oudenaarde in 1675 en in Brussel van 1678 tot 1709. Met de Vlaamse tapijtwever Judocus de Vos maakte hij reeksen tapijten, die onder meer de overwinningen van de Engelse veldheer John Churchill, eerste hertog van Marlborough, in beeld brachten en waarvan een versie bewaard is in Blenheim Palace.

## Galerij

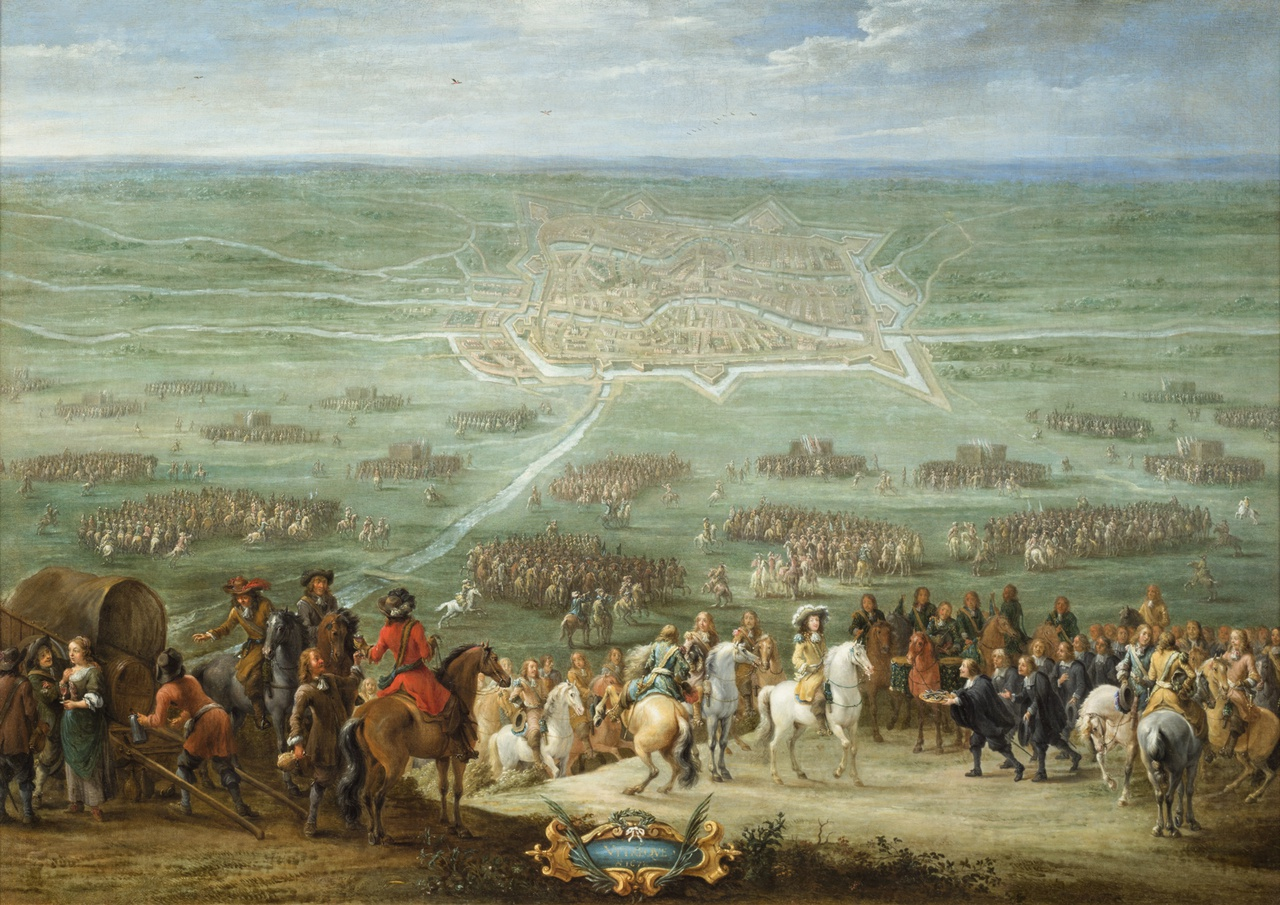
De overgave van de stad Utrecht aan Lodewijk XIV op 30 juni 1672
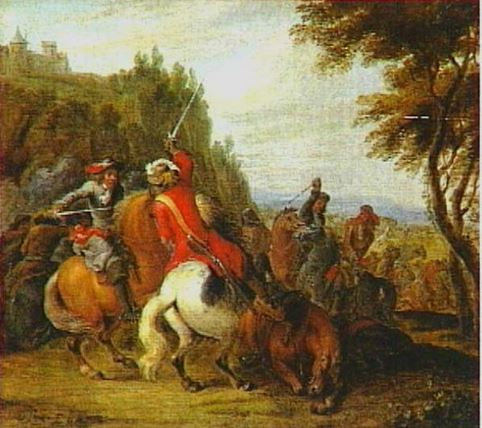
Ruitergevecht aan de voet van een berg, pendant, 1681
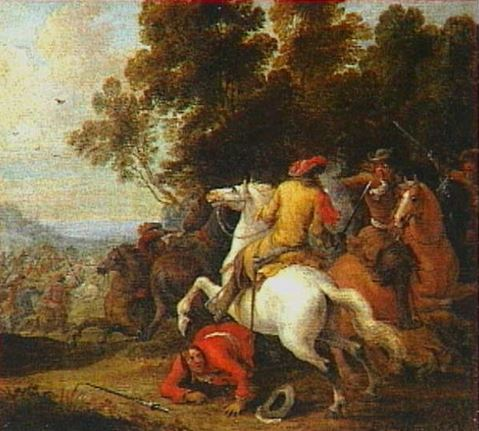
Ruitergevecht aan de voet van een berg, pendant, 1681
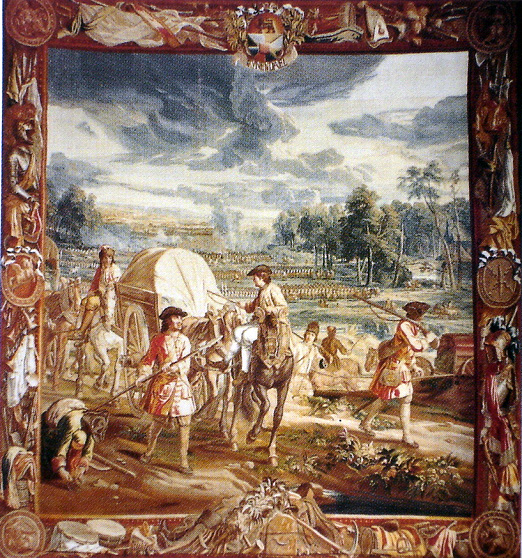
Met Judocus de Vos: wandtapijt van de Slag bij Wijnendale (1708) in Blenheim Palace (UK)